# Thomas Ligotti
Thomas Ligotti (* 9. Juli 1953 in Detroit) ist ein US-amerikanischer Schriftsteller, dessen Werk – vor allem Kurzgeschichten, Lyrik und Essays – der zeitgenössischen Phantastik, speziell dem Horror-Genre zuzurechnen ist.

## Leben und Werk
Kindheit und Jugend verbrachte Ligotti in Detroit, wobei er schon früh einen Hang zum Morbiden entwickelte, der sich in einem besonderen Interesse für Horrorfilme niederschlug.
Seit seiner Jugend litt er an Depressionen, die schließlich über Drogenkonsum und Alkoholmissbrauch zu einem psychischen Zusammenbruch führten. Daraus entstand eine Agoraphobie, die es ihm wesentlich erschwerte, sich außerhalb seiner vertrauten Umgebung zu bewegen. In seiner Isolation befasste er sich zunehmend mit Büchern und Literatur, wobei er insbesondere die Phantastische Literatur zu schätzen lernte. Er zählt Edgar Allan Poe und H. P. Lovecraft zu seinen literarischen Schlüsselerlebnissen. Weiter prägten ihn aber auch die europäischen Autoren Franz Kafka, Vladimir Nabokov, Thomas Bernhard und andere. Sein Anglistikstudium an der Detroiter Wayne State University schloss er 1975 mit einem Bachelor ab. Danach arbeitete er als Lektor bei einem Verlag für Nachschlagewerke und Literaturkritik.
Anfang der 1980er-Jahre erschienen seine ersten Kurzgeschichten und Erzählungen in Fanzines. Die erste Buchveröffentlichung 1986 hatte nur eine kleine Auflage von 300 Stück (Songs of a Dead Dreamer, Silver Scarab Press), die gleich Beachtung und Lob von Seiten der Kritik und des Publikums fand.
Seine Freundschaft und die fruchtbare Zusammenarbeit mit dem Musiker David Tibet (Current 93) fanden in den 1990er-Jahren ihren Ausgang in einem Gesamtkunstwerk (In a Foreign Town, in a Foreign Land, Durtro Press), wobei Ligottis Texte und die dazu komponierte Musik eine Symbiose eingingen.
Seine letzte Veröffentlichung, die ins Deutsche übertragen wurde, ist von 2001: My Work Is Not Yet Done – Three Tales of Corporate Horror (dt. Das Alptraum-Netzwerk, Blitz). Auf diesem Werk und weiteren Geschichten basiert auch eine Graphic Novel (The Nightmare Factory, Harper Collins), die er 2009 um einen zweiten Band erweiterte.
2001 zog er schließlich von seiner Geburtsstadt Detroit, wo er sein ganzes Leben gewohnt hatte, in die Tampa Bay Area, wo er seither lebt.
Ligottis Werk kann aufgrund seiner stilistischen Bandbreite nicht pauschal einer Literaturgattung zugeordnet werden: Obwohl seine Erzählungen unterhalten, zeugen sie von hohem literarischem und stilistischem Anspruch und zählen zu den eigenständigsten Werken der düsteren Phantastik.
Thomas Ligotti sagt von sich bescheiden: „Ich möchte gar keinem großen Publikum bekannt sein. Ich würde lieber durch einen Lottogewinn zu Millionenreichtum kommen als durch Schreiben von Bestsellern.“ Das Alptraum-Netzwerk.
Einige seiner Bücher wurden dennoch für Literaturpreise nominiert oder damit ausgezeichnet, beispielsweise mit dem Bram Stoker Award, dem World Fantasy Award (drei Nominierungen) oder dem International Horror Guild Award.

## Auszeichnungen
- 1997: British Fantasy Award für die Sammlung The Nightmare Factory

## Bibliografie
- Songs of a Dead Dreamer. Carroll & Graf, New York 1989.
- Grimscribe. His Lives and Works. Carroll & Graf, New York 1991.
  - Deutsche Ausgabe: Grimscribe. Sein Leben und Werk. Festa Verlag, Borsdorf 2015, ISBN 978-3-86552-320-4.
- Die Sekte des Idioten. Unheimliche Erzählungen. (= DuMont’s Bibliothek des Phantastischen, Nr. 3012).  Aus dem Englischen übersetzt von Reinhard Merker. DuMont Verlag, Köln 1992, ISBN 978-3-7701-3017-7.
- Teatro Grottesco und andere Erzählungen. Edition Metzengerstein/Festa 1997.
- In einer fremden Stadt, in einem fremden Land. Festa Verlag, Borsdorf 2001.
- Das Alptraum-Netzwerk. Blitz Verlag, Windeck 2003, ISBN 978-3-89840922-3.
- The Conspiracy against the Human Race. A Contrivance of Horror. Penguin Verlag, London 2018, ISBN 978-0-14313314-8.

## Hörbucher (deutsche Titel)
- Notebook of the night.Exzerpte aus Noctuary. Edition Bärenklau, Oberkrämer (Brandenburg) 2001, ISBN 3-931164-84-5.
- Hrsg. Eddie Angerhuber, Thomas Wagner: The new blackness. Edition Bärenklau, Oberkrämer (Brandenburg) 2002, ISBN 3-931164-92-6.
- H. R. Giger (Hrsg.): HR Giger’s Vampirric: Die verloren gegangene Kunst des Zwielichts. Festa Verlag, Borsdorf 2004.